# Martijn Maaskant
Martijn Maaskant, né le 27 juillet 1983 à Zuidland en Hollande-Méridionale, est un coureur cycliste néerlandais, professionnel de 2008 à 2014.

## Carrière

### Jeunesse et carrière amateur
Junior en 2000 chez Zuid-Oost Nederland[réf. souhaitée], Maaskant se fait remarquer par Rabobank grâce à ses performances et intègre leur équipe junior en 2001. Il se classe troisième des Trois jours d'Axel en avril, quatrième du Tour international des juniors en juin, remporte une étape et le final de l'Acht van Bladel en septembre. Malgré ces performances, qui montrent une certaine prédisposition aux courses par étapes, la Rabobank ne reconduit pas le contrat, et Maaskant fait une saison 2002 presque blanche au WV de Jonge Renner.
Engagé en 2003 par l'équipe néerlandaise de troisième division (équipe continentale à partir de 2005) Van Vliet-EBH-Gazelle (qui devient en 2004 Van Vliet-EBH Advocaten), il court essentiellement des épreuves aux Pays-Bas. Il remporte une étape de l'Olympia's Tour en 2003 et se classe neuvième de Paris-Roubaix espoirs en 2004. En 2005, il réalise de bonnes performances à l'Olympia's Tour (quatre places dans les cinq premiers, septième finalement) et dans des courses 2.2 et 1.2 locales, ce qui lui permet de rejoindre en 2006 l'Rabobank Continental, réserve de l'équipe ProTour Rabobank.
Courant hors des Pays-Bas plus régulièrement, Maaskant y réalise de bonnes performances : une étape du Tour de Normandie, une autre du Roserittet, en Norvège, course de laquelle il termine troisième. Il se place également dans les courses professionnelles danoises d'avril et termine 2e de l'Enfer du Mergelland. Cependant, ses victoires et places d'honneurs ne concernent que des courses 1.2 et 2.2, le plus petit échelon du calendrier international.
En 2007, en début de saison, il termine deuxième de la Beverbeek Classic, remporte le Tour de Normandie puis se classe deuxième du Triptyque des Monts et Châteaux et du Tour de Bretagne. Il réalise également pour la première fois de sa carrière de bonnes performances sur des courses 1.1, se classant sixième du Grand Prix Pino Cerami avant de remporter le Tour de Drenthe en solitaire. Fin avril, il est leader de l'UCI Europe Tour. Il conforte sa place les mois suivants, réalise en mai un très bon Olympia's Tour avec une victoire d'étape, quatre places de deuxième, cinq jours en tête et finalement une deuxième place au général. Il termine à la fin du même mois deuxième du Circuit de Lorraine, course de catégorie 2.1, derrière Jörg Jaksche, se place sur des étapes de petites courses en juin et juillet, puis ne réalise plus de grosses performances jusqu'à la fin de l'année, finissant troisième de l'Europe Tour. Cependant, sa onzième place au championnat des Pays-Bas montre qu'il reste d'un niveau inférieur aux meilleurs cyclistes néerlandais, ceux du ProTour. 
Ses bons résultats le font solliciter par différentes équipes, et il annonce fin mai son départ de Rabobank fin 2007, une équipe lui ayant fait une offre financière attractive, à la grande irritation de la direction de l'équipe, qui estime que Maaskant lui doit ses performances de 2007. Il devient professionnel en 2008 dans l'équipe Américaine dirigée par Jonathan Vaughters, Slipstream Chipotle.

### Carrière professionnelle
Dès sa première saison à ce niveau, Maaskant se révèle comme un remarquable coureur de classiques pavées. Il termine quatrième de la Monte Paschi Eroica, puis 12e du Tour des Flandres. Surtout, le 13 avril 2008, il confirme ses qualités de flandrien en terminant 4e de Paris-Roubaix dès sa première participation. Moins à l'aise au cours de la suite de la saison, il ne remporte cependant aucune course ni ne réalise plus aucune performance importante sur les circuits UCI secondaires. Il participe cependant en juillet à son premier Tour de France, qu'il termine à la 131e place. 
À la suite de l'accession de son équipe dans le circuit ProTour en 2009, il est assuré de participer à nouveau aux plus grandes courses. En grande forme pour les classiques pavées, il enchaîne début avril une 7e place aux Trois Jours de La Panne et une 4e au Tour des Flandres qui confirment les qualités de coureur de classique montrées l'année précédente. Il participe de nouveau au Tour de France, à la faveur du retrait de Dan Martin, souffrant d'une blessure au genou.
En 2011, lors de Paris-Nice, il se fracture sept côtes dans la descente de la côte de Gourdon. Il est alors forfait pour toute la campagne des classiques. À la fin de l'année 2013, il n'est pas conservé par Garmin. Il rejoint en 2014 l'équipe UnitedHealthcare. Il ne court plus à partir du mois d'avril et, en fin d'année, annonce la fin de sa carrière, estimant ne plus être capable de revenir à son meilleur niveau depuis sa blessure sur chute en 2011,.

## Palmarès
- 2001
  - Acht van Bladel :
    - Classement général
    - 2e étape

  - 2e des Trois Jours d'Axel
- 2003
  - 3e étape de l'Olympia's Tour
  - 2e du Ronde van Zuid-Holland
- 2004
  - 4e étape de la Cinturón a Mallorca
- 2005
  - 2e étape du Tour de la province d'Anvers
- 2006
  - 4e étape du Tour de Normandie
  - 3e étape du Roserittet
  - 2e du Hel van het Mergelland
  - 3e du Roserittet
- 2007
  -  Champion des Pays-Bas des élites sans contrat
  - Classement général du Tour de Normandie
  - Profronde van Drenthe
  - 2e étape de l'Olympia's Tour
  - 4e étape du Circuit de Lorraine
  - 1re étape du Circuito Montañés
  - Prologue du Tour Alsace (contre-la-montre par équipes)
  - 2e de la Beverbeek Classic
  - 2e du Triptyque des Monts et Châteaux
  - 2e du Tour de Bretagne
  - 2e de l'Olympia's Tour
  - 2e du Circuit de Lorraine
  - 3e de l'UCI Europe Tour
- 2008
  - 4e de Paris-Roubaix
- 2009
  - 1re étape du Tour du Qatar (contre-la-montre par équipes)
  - 4e du Tour des Flandres

## Résultats sur les grands tours

### Tour de France
3 participations
- 2008 : 133e
- 2009 : 98e
- 2010 : 139e

### Tour d'Espagne
2 participations
- 2009 : 135e
- 2012 : 150e

## Classements mondiaux
| Année                  | 2005 | 2006 | 2007 | 2008 | 2009 | 2010 |
| ---------------------- | ---- | ---- | ---- | ---- | ---- | ---- |
| Calendrier mondial UCI |      |      |      |      | 71e  | 215e |
| UCI Asia Tour          |      |      |      | 312e |      |      |
| UCI Europe Tour        | 562e | 153e | 3e   | 398e |      |      |